# Sibbaldia purpurea
Sibbaldia purpurea là loài thực vật có hoa trong họ Hoa hồng. Loài này được Royle miêu tả khoa học đầu tiên năm 1835.